# Amata tigrina
Amata tigrina är en fjärilsart som beskrevs av Walker 1864. Amata tigrina ingår i släktet Amata och familjen björnspinnare. Inga underarter finns listade i Catalogue of Life.